# 12,7 × 108 mm
La 12,7 × 108 mm è l'equivalente russo della .50 BMG "occidentale", utilizzata da mitragliatrici pesanti e fucili di precisione dei paesi dell'ex URSS.

## Uso militare
- AMR-2, Fucile anti-materiale -   Cina
- DŠK, Mitragliatrice pesante -  Unione Sovietica
- Berezin UB, Mitragliatrice pesante aeronautica -  Unione Sovietica
- NSV, Mitragliatrice pesante -  Unione Sovietica
- Kord, Mitragliatrice pesante -  Russia
- Type 77, Mitragliatrice pesante -  Cina
- W85, Mitragliatrice pesante -  Cina
- ČZW-127, Fucile anti-materiale -  Rep. Ceca
- V-94, Fucile anti-materiale
- KSVK, Fucile anti-materiale -  Russia
- Gepárd, Fucile anti-materiale -  Ungheria
- M93, Fucile anti-materiale -  Serbia
- Vidhwansak, Fucile anti-materiale -  India
- 6P62, fucile automatico anti-materiale -  Russia
- OSV-96, Fucile anti-materiale -  Russia
- Zastava M02 Coyote, Mitragliatrice pesante -  Serbia
- Yak-B 12.7mm, Mitragliatrice a canne rotanti -  Unione Sovietica
- SVN-98, Fucile anti-materiale sperimentale
- Zastava M87, Mitragliatrice pesante -  Serbia
- Yu-12.7, Mitragliatrice pesante aeronautica